# 圣洛伦佐堡
圣洛伦佐堡（義大利語：Castel San Lorenzo）是意大利萨莱诺省的一个市镇。总面积14平方公里，人口2724人，人口密度194.6人/平方公里（2009年）。ISTAT代码为065035。